# سرچی
سرچی(به کردی: سەرچی Serçî)، روستایی از توابع بخش موچش شهرستان کامیاران در استان کردستان ایران است.

## وجه تسمیه
واژه سرچی از دو بخش «سر» و «چی» ساخته شده‌است که «سر» به معنای بالا و بلندی و «چی» کوتاه شده واژه کردی «چیا» است که معنای کوه دارد. «سرچی» به معنای بالای کوه است که نشان دهنده موقعیت جغرافیایی این روستا نسبت به روستاهای همجوار آن می‌باشد .